# Carlos Chore
Carlos Andrés Chore Aguilera (Santa Cruz de la Sierra, 3 de junio de 2000) es un futbolista boliviano. Juega como defensa y su actual equipo es Real Potosí de la Asociación de Fútbol Potosí.

## Trayectoria

### Inicios
Tras formarse en la Academia Tahuichi Aguilera, en 2019 firmó su primer contrato profesional con Guabirá, haciendo su debut profesional el 4 de abril en un encuentro ante Nacional Potosí que finalizó con un resultado de 4-0 a favor de Nacional Potosí. Durante el torneo consiguió jugar siete encuentros.
Mientras que en 2020 solo jugó cuatro. Volvería a ganar minutos en 2021, jugando tres encuentros de la Copa Sudamericana 2021, realizando su debut en este torneo el 14 de mayo ante el Bahia. El 9 de agosto de ese año siguiente logró su primer gol como azucarero, y de su carrera, en una victoria ante el Real Potosí por 3 a 0. Esa temporada su presencia en el equipo fue significativa, acumulando 15 presencias.
En 2024, luego de cinco años, decide fichar por el Real Potosí.

## Selección nacional

### Categorías inferiores
Disputó el Sudamericano Sub-17 de 2017, disputando un encuentro.
| Torneo                      | Sede  | Resultado    |
| --------------------------- | ----- | ------------ |
| Sudamericano Sub-17 de 2017 | Chile | Primera fase |

## Clubes
| Club        | País    | Año         |
| ----------- | ------- | ----------- |
| Guabirá     | Bolivia | 2019 - 2023 |
| Real Potosí | Bolivia | 2024 -      |